# Orthetrum silvarum
Orthetrum silvarum is een libellensoort uit de familie van de korenbouten (Libellulidae), onderorde echte libellen (Anisoptera).
De wetenschappelijke naam Orthetrum silvarum is voor het eerst geldig gepubliceerd in 1934 door Lieftinck.